# Rompon
Rompon és un municipi francès situat al departament de l'Ardecha i a la regió d'Alvèrnia-Roine-Alps. L'any 2007 tenia 956 habitants.

## Demografia

### Població
El 2007 la població de fet de Rompon era de 956 persones. Hi havia 342 famílies de les quals 72 eren unipersonals (28 homes vivint sols i 44 dones vivint soles), 95 parelles sense fills, 143 parelles amb fills i 32 famílies monoparentals amb fills.
La població ha evolucionat segons el següent gràfic:
Habitants censats

### Habitatges
El 2007 hi havia 432 habitatges, 356 eren l'habitatge principal de la família, 41 eren segones residències i 35 estaven desocupats. 414 eren cases i 18 eren apartaments. Dels 356 habitatges principals, 314 estaven ocupats pels seus propietaris, 35 estaven llogats i ocupats pels llogaters i 8 estaven cedits a títol gratuït; 1 tenia una cambra, 10 en tenien dues, 41 en tenien tres, 101 en tenien quatre i 204 en tenien cinc o més. 299 habitatges disposaven pel capbaix d'una plaça de pàrquing. A 122 habitatges hi havia un automòbil i a 217 n'hi havia dos o més.

### Piràmide de població
La piràmide de població per edats i sexe el 2009 era:
| Homes | Edats   | Dones |
| ----- | ------- | ----- |
| 0     | 95 o +  | 0     |
| 0     | 90 a 94 | 0     |
| 0     | 85 a 89 | 4     |
| 4     | 80 a 84 | 12    |
| 12    | 75 a 79 | 8     |
| 28    | 70 a 74 | 12    |
| 12    | 65 a 69 | 12    |
| 8     | 60 a 64 | 24    |
| 20    | 55 a 59 | 12    |
| 36    | 50 a 54 | 20    |
| 52    | 45 a 49 | 36    |
| 44    | 40 a 44 | 44    |
| 44    | 35 a 39 | 36    |
| 28    | 30 a 34 | 28    |
| 20    | 25 a 29 | 20    |
| 24    | 20 a 24 | 28    |
| 32    | 15 a 19 | 44    |
| 28    | 10 a 14 | 28    |
| 20    | 5 a 9   | 48    |
| 28    | 0 a 4   | 36    |

## Economia
El 2007 la població en edat de treballar era de 628 persones, 457 eren actives i 171 eren inactives. De les 457 persones actives 402 estaven ocupades (232 homes i 170 dones) i 56 estaven aturades (24 homes i 32 dones). De les 171 persones inactives 49 estaven jubilades, 53 estaven estudiant i 69 estaven classificades com a «altres inactius».

### Ingressos
El 2009 a Rompon hi havia 367 unitats fiscals que integraven 983 persones, la mediana anual d'ingressos fiscals per persona era de 18.220 €.

### Activitats econòmiques
Dels 32 establiments que hi havia el 2007, 1 era d'una empresa alimentària, 13 d'empreses de construcció, 7 d'empreses de comerç i reparació d'automòbils, 2 d'empreses de transport, 2 d'empreses d'hostatgeria i restauració, 1 d'una empresa d'informació i comunicació, 4 d'empreses de serveis, 1 d'una entitat de l'administració pública i 1 d'una empresa classificada com a «altres activitats de serveis».
Dels 13 establiments de servei als particulars que hi havia el 2009, 6 eren paletes, 2 guixaires pintors, 4 lampisteries i 1 restaurant.
Dels 2 establiments comercials que hi havia el 2009, 1 era una botiga d'electrodomèstics i 1 una joieria.
L'any 2000 a Rompon hi havia 13 explotacions agrícoles que ocupaven un total de 237 hectàrees.

## Equipaments sanitaris i escolars
El 2009 hi havia una escola elemental.

## Poblacions més properes
El següent diagrama mostra les poblacions més properes.